# Leichtathletik-Weltmeisterschaften 2023/Teilnehmer (Aruba)
| Goldmedaillen | Silbermedaillen | Bronzemedaillen |
| ------------- | --------------- | --------------- |
| —             | —               | —               |

Aruba nahm an den Leichtathletik-Weltmeisterschaften 2023 in Budapest mit einem Athleten teil.

## Ergebnisse

### Männer

#### Laufdisziplinen
| Athlet            | Disziplin | Vorlauf     | Vorlauf | Halbfinale | Halbfinale | Finale | Finale |
| Athlet            | Disziplin | Zeit        | Platz   | Zeit       | Platz      | Zeit   | Platz  |
| ----------------- | --------- | ----------- | ------- | ---------- | ---------- | ------ | ------ |
| Justice Dreischor | 800 m     | 1:59,56 min | 59      | DNQ        | DNQ        | –      | –      |